# 이와 손톱
《이와 손톱(The Tooth and the Nail)》은 1955년에 미국에서 발표된 빌 밸린저의 추리 소설이다. 밸린저의 대표작 중 하나이다.
서두부터 한 남자의 복수극이라고 밝히면서 시작하는 이 소설은 독특한 교차 구성 방식으로 진행된다. 주인공 루 마운틴은 뉴욕 시에서 마술사로 일하고 있다. 짝수 번호가 붙은 장에서는 루가 길에서 우연히 만난 필라델피아 출신의 탤리라는 여성과 사랑에 빠져 결혼에 이르렀다가 예기치 않은 사건에 휘말리는 이야기가 그려져 있다.
번갈아 등장하는 홀수 번호가 붙은 장에서는 어떤 살인 사건을 다루는 재판정에서의 공방이 다루어진다. 피고인의 정체는 명백히 드러나지 않으나, 그의 집에서 집사 겸 운전사로 근무하는 아이샴 레딕을 살해했다는 혐의를 받고 있다. 증거는 피고인의 집에 남아 있는 사체를 소각한 듯한 흔적과, 타다 남은 레딕의 이와 손톱이다.
두 이야기의 접점은 처음에는 명확하지 않다가 이야기가 진행되어 갈수록 가까워져 마지막에 서로 만나는 서술 방식이다. 이 과정에서 서스펜스가 점차 고조되기 때문에, 출간 초기에 출판사에서는 결말 부분을 봉인해 판매한 뒤 봉인을 뜯지 않고 가져오는 독자에게는 환불을 해주는 마케팅 기법을 썼다는 일화가 있다.
대한민국의 출판사 북스피어에서는 2008년에 번역본을 출간하면서 "더 이상 새로운 미스터리는 없다고 생각하는 독자들에게 권한다!"라는 광고 문구를 사용했다. 의외의 결말은 대담한 서술 트릭으로 유명한 애거사 크리스티의 《애크로이드 살인사건》에, 읽는 동안의 긴박감은 도시형 서스펜스 소설의 대표격인 윌리엄 아이리시의 《환상의 여인》에 비견된다고 표현하기도 했다.

## 참고자료
- 빌 S. 밸린저; 최내현 (옮긴이) (2008년 2월 22일). 《이와 손톱》. 서울: 북스피어. ISBN 978-89-91931-36-7.

## 영화화
1955년 출판된 '이와 손톱(The tooth and The nail)'은 영화'기담'을 연출한 정식 감독이 연출해 '석조저택 살인사건'의 제목으로 영화화되었다. '석조저택 살인사건'은 2017년 5월 9일 공식 개봉하였다.